# Coll de Sóller
Coll de Sóller är ett bergspass i Spanien.   Det ligger i regionen Balearerna, i den östra delen av landet, 600 km öster om huvudstaden Madrid. Coll de Sóller ligger 429 meter över havet. Det ligger på ön Mallorca.
Terrängen runt Coll de Sóller är kuperad söderut, men norrut är den bergig. Runt Coll de Sóller är det ganska tätbefolkat, med 248 invånare per kvadratkilometer. Närmaste större samhälle är Palma de Mallorca, 17,8 km söder om Coll de Sóller. 